# Abraxas parvimiranda
Abraxas parvimiranda är en fjärilsart som beskrevs av Inoue 1984. Abraxas parvimiranda ingår i släktet Abraxas och familjen mätare. Inga underarter finns listade i Catalogue of Life.